# Bishanopliosaurus
Il bishanopliosauro (gen. Bishanopliosaurus) è un rettile marino estinto, appartenente ai plesiosauri. Visse nel Giurassico inferiore e medio (190 - 165 milioni di anni fa), e i suoi resti sono stati trovati in Cina.

## Descrizione
Conosciuto solo per resti dello scheletro postcranico, questo animale doveva essere un tipico rappresentante dei pliosauri: il corpo era corto e compatto, piuttosto appiattito e circondato da quattro forti arti trasformati in strutture simili a pagaie. Si suppone che il cranio, benché sconosciuto, dovesse essere allungato e fornito di potenti mascelle armate di denti acuminati. La lunghezza dell'animale intero doveva raggiungere circa 4 metri.

## Classificazione
I resti del bishanopliosauro fanno supporre che questo animale fosse un rappresentante dei pliosauri, un gruppo di plesiosauri dotati di collo corto e testa grossa. In particolare, questo animale era probabilmente imparentato con la famiglia dei romaleosauridi (Rhomaleosauridae), pliosauri primitivi dalla testa simile a quella dei coccodrilli. Si conoscono due specie di questo pliosauro: Bishanopliosaurus youngi, del Giurassico inferiore, e B. zigongensis, del Giurassico medio.

## Stile di vita
Questo animale era senza dubbio un predatore, che cacciava pesci e altri animali acquatici grazie a movimenti svelti dati da poderosi colpi delle pinne. Sembra che il bishanopliosauro fosse uno dei pochi pliosauri d'acqua dolce.